# Soulnik
Soulnik – drugi i ostatni wydany za życia album studyjny amerykańskiego kontrabasisty i wiolonczelisty jazzowego Douga Watkinsa jako lidera, wydany w roku 1960 przez wytwórnię New Jazz. Na tej płycie Watkins gra tylko na wiolonczeli, którą miał w rękach po raz pierwszy ponoć trzy dni przed nagraniem albumu, podczas koncertu z Yusefem Lateefem. Na kontrabasie zastępuje go Herman Wright. Jest to również jedyny album zespołu Doug Watkins Quintet. Płytę na tle innych ówczesnych nagrań jazzowych wyróżnia zastosowanie wiolonczeli przez Watkinsa i oboju przez wspomnianego Lateefa. Nagranie utworów miało miejsce 17 maja 1960 roku w studio Rudy'ego Van Geldera w Englewood Cliffs w New Jersey.

## Lista utworów
źródło:
| 1. | One Guy (Yusef Lateef)                                                       | 6:17  |
|    |                                                                              |       |
| 2. | Confessin' (That I Love You) (Doc Daugherty, Al J. Neiburg i Ellis Reynolds) | 6:47  |
|    |                                                                              |       |
| 3. | Soulnik (Yusef Lateef)                                                       | 5:44  |
|    |                                                                              |       |
| 4. | Andre's Bag (Doug Watkins)                                                   | 6:58  |
|    |                                                                              |       |
| 5. | I Remember You (Johnny Mercer i Victor Schertzinger)                         | 5:35  |
|    |                                                                              |       |
| 6. | Imagination (Johnny Burke i James Van Heusen)                                | 6:10  |
|    |                                                                              |       |
|    |                                                                              | 37:31 |
|    |                                                                              |       |

## Twórcy

### Doug Watkins Quintet[4][5][7]
- Doug Watkins - wiolonczela, kompozytor utworów[9]
- Yusef Lateef - flet, obój, saksofon tenorowy[9], kompozytor utworów[9]
- Herman Wright - kontrabas
- Hugh Lawson - fortepian
- Lex Humphries - perkusja

### Produkcja
- Esmond Edwards - producent, promotor[9], fotografia okładkowa[7]
- Rudy Van Gelder - inżynier dźwięku[7][9]
- Ira Gitler - autor książeczki dodanej do albumu[7][9]
- Mark Gardner - autor książeczki dodanej do albumu[9]

### Reedycje albumu[9]
- Phil DeLancie - remastering cyfrowy